# Gil Álvarez Carrillo de Albornoz
Gil Álvarez Carrillo de Albornoz, španski nadškof, vojskovodja, diplomat in kardinal, * 1310, † 1367.